# Alice Keppel

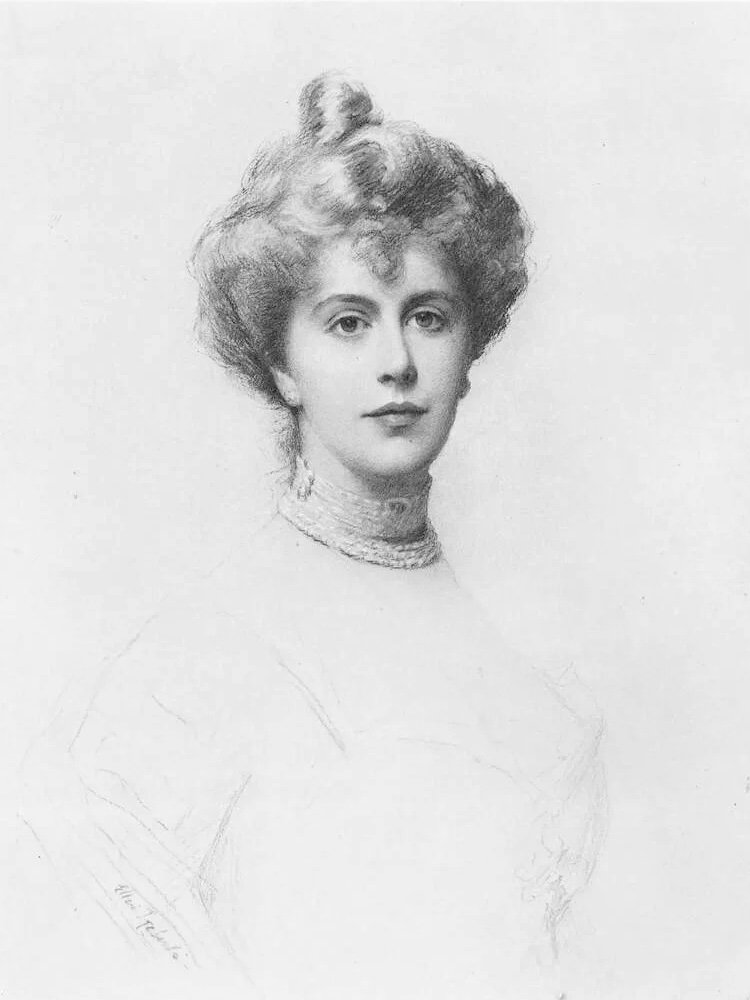
Alice Keppel

Alice Frederica Keppel, născută Edmonstone   (29 aprilie 1868 – 11 septembrie 1947) a fost socialistă britanică și cea mai faimoasă metresă a regelui Eduard al VII-lea al Regatului Unit, fiul cel mare al reginei Victoria Fiica ei, Violet Trefusis, va fi iubita poetei Vita Sackville-West. 
Alice Keppel este străbunica maternă a Camillei, Ducesă de Cornwall, a doua soție a lui Charles, Prinț de Wales.

## Biografie
Alice Frederica Edmonstone s-a născut la Woolwich Dockyard, fiica lui Sir William Edmonstone, al 4-lea Baronet și a lui Mary Elizabeth Edmonstone. Bunicul ei a a fost guvernator al Insulelor Ionice.

A avut un frate și șapte surori, Alice fiind cea mai mică. S-a căsătorit la 1 iunie 1891 cu George Keppel, fiu al celui de-al 7 conte Albemarle.
Chiar de timpuriu, Alice Keppel avea reputație pentru adulter și există zvonuri că fiica ei cea mare nu este copilul soțului ei George ci fiica Lordului Grimthorpe, unul dintre iubiții ei. Frumoasă și discretă, Keppel a urcat rapid pe scara societății prin aventuri cu oameni importanți.. Fiind o femeie foarte atractivă, aventurile ei extramaritale era de obicei inițiate de dorința ei de a obține un statut social mai bun.
Cele mai multe dintre aventuri erau cunoscute de soțul ei iar Eduard al VII-lea chiar o vizita acasă în mod regulat în timp ce soțul ei îi lăsa singuri în timpul acestor vizite. Deși neobișnuit pentru ziua de azi, aventurile extraconjugale erau ceva obișnuit și chiar acceptat în cercurile bogaților în acele vremuri. Nu era neobișnuit atât pentru soț cât și pentru soție să aibă o amantă sau un amant sau mai mulți, atâta timp cât relația era destul de discretă.
În 1898 l-a întâlnit pe viitorul Eduard al VII-lea care avea 56 de ani și era moștenitorul tronului. Nu a durat mult până Keppel a devenit una dintre multele lui metrese în ciuda diferenței de 28 de ani dintre ei. Relația lor a durat până la moartea lui Eduard în 1910. "Alice Keppel a fost un ajutor fantastic pentru Eduard VII, mult mai de ajutor decât soția lui, regina Alexandra, i-a fost vreodată" scria Christopher Wilson, care a publicat scrieri despre strănepoata ei, Camilla Parker Bowles. Keppel a fost una din puținele persoane din cercul lui capabile să modifice dispoziția certărețului Eduard.
Soția lui Eduard, Alexandra, era în termeni destul de buni cu Keppel pentru a-i trimite scrisori când soțul ei a avut febră tifoidă și să-i permită să-l vadă pe Eduard când era pe patul de moarte. Deși o tolera, regina n-o plăcea pe Keppel. Alexandra găsea plăcută compania fostei metrese a lui Eduard, Jennie Jerome. S-a spus că Alexandra era foarte mândră de Agnes Keyser, cu care Eduard a fost într-o relație până la moartea acestuia.
Deși Keppel era destul de discretă, își făcea apariția la evenimentele la care Alexandra îl acompania pe soțul ei, lucru care o irita pe regină.
După moartea lui Eduard al VII-lea, Keppel s-a retras discret pentru doi ani în Sri Lanka, revenind apoi în Anglia. Mai târziu, când a auzit că Eduard al VIII-lea a renunțat la tron pentru a se căsători cu Wallis Simpson, Keppel a remarcat: "lucrurile se făceau mult mai bine pe timpul meu".